# Michel Fabrizio
Michel Fabrizio (Frascati; 17 de septiembre de 1984) es un piloto de motociclismo italiano. Desde 2006 hasta 2015, compitió en el Campeonato Mundial de Superbikes.

## Biografía
Las primeras apariciones de Fabrizio fueron en la categoría de Minimoto a la edad de 6 años, ganando numerosos títulos. Ganó la Aprilia Challenge en 2001 y compitió en 125 cc por Gilera en 2002, con escaso éxito.
En 2004, hizo su primera aparición en MotoGP, con el equipo WCM, acabando la temporada la posición vigesimosegundo. En 2005, compitió en Campeonato Mundial de Supersport con Honda. Acabó quinto en la clasificación general, acabando nueve veces entre los cinco primeros en 12 carreras.

## Mundial de Superbikes
En 2006, Fabrizio formó parte junto al veterano Pierfrancesco Chili en una privada de Honda. Empezó su singladura con un quinto y un octavo puesto en Catar. Reemplazó a Toni Elías en MotoGP Fortuna Honda en Donington Park, pero se estrelló en los entrenamientos libres y se rompió la clavícula. Volvió a sustituir al lesionado Elías nuevamente por el mismo equipo en el Gran Premio de Alemania 2007 en Sachsenring el 15 de julio de 2007.
En el Circuito de Brno volvió a participar en 2006 en el Campeonato Mundial de Superbikes, comenzó décimo, pero eligió neumáticos compuestos duros, que se mantuvieron en el ritmo a medida que otros corredores se desvanecieron. En la primera carrera, superó Andrew Pitt y Fonsi Nieto, Troy Corser y Noriyuki Haga en las últimas vueltas para anotar su primer podio en el Mundial de Superbikes. En la segunda carrera le fue aún mejor: acabando segundo. Sus mejores resultados de 2007 fueron dos terceros lugares, en Assen y Brno. En ambas temporadas acabó undécimo en la general.
En 2008, corrió junto a Troy Bayliss con Ducati Xerox y la nueva Ducati 1098. Acabó tercero en la ronda 1 en Philip Island, Australia, a pesar de una caída en la salida. En Miller Motorsports Park, se calificó 
se clasificó en la primera fila y tomó un par de terceros lugares, a pesar de caer a la undécima vuelta en la primera carrera. Tuvo una doble retirada en Assen, poco antes de una operación de brazo, y terminó con el mejor octavo puesto en su carrera.
Para 2009, se queda en Ducati Xerox, asociándose Noriyuki Haga después del retiro de Bayliss. Su primera victoria en WSBK (en su 94.º inicio) fue en Monza después de que Ben Spies se quedó sin combustible. Siguieron siete podios sucesivos, consolidando su tercer lugar en la clasificación detrás de Haga y Spies. Esta carrera terminó en Brno cuando derribó a los espías mientras luchaban por el liderato. Terminó la temporada tercero en general. Fabrizio y Haga continúan con el equipo para 2010. La moto dominó las pruebas de pretemporada en Phillip Island.
Después de que Ducati anunciara su retirada del Mundial de Superbikes en 2010, Fabrizio contrajo un acuerdo con Team Suzuki Alstare para correr la temporada 2011.

## MotoGP
En agosto de 2009, después de que Casey Stoner anunciara su intención de retirarse en los tres siguientes Grandes Premios, que su lugar en el equipo Ducati Marlboro sería ocupado por Mika Kallio mientras que el lugar del finlandés en Pramac Racing sería ocupado por Fabrizio. Su carrera se vio impedida por dificultades físicas, que lo llevaron a retirarse de la primera carrera en Brno. Luego, Fabrizio no pudo estar disponible en la próxima carrera en Indianápolis por lo que la plaza fue entregada a Aleix Espargaró para las dos carreras restantes.

## Resultados
Sistema de puntuación de 1993 hasta 2022:
| Posición | 1.º | 2.º | 3.º | 4.º | 5.º | 6.º | 7.º | 8.º | 9.º | 10.º | 11.º | 12.º | 13.º | 14.º | 15.º |
| Puntos   | 25  | 20  | 16  | 13  | 11  | 10  | 9   | 8   | 7   | 6    | 5    | 4    | 3    | 2    | 1    |

### Campeonato Mundial de Motociclismo

#### Por temporada
(Carreras en negrita indica pole position; Carreras en cursiva indica vuelta rápida)
| Tempornada | Series                                  | Equipo                       | Carreras | Poles | Victorias | Pts.  | Pos. |
| ---------- | --------------------------------------- | ---------------------------- | -------- | ----- | --------- | ----- | ---- |
| 2002       | Grand Prix 125cc                        | Team Italia Gilera           | 16       | 0     | 0         | 4     | 31.º |
| 2003       | Campeonato de Europa de Superstock 1000 | Team Alstare Corona          | 9        | 3     | 4         | 152   | 1.º  |
| 2004       | MotoGP                                  | WCM                          | 10       | 0     | 0         | 8     | 22.º |
| 2005       | Mundial Supersport                      | Team Megabike                | 12       | 1     | 0         | 138   | 5.º  |
| 2006       | Mundial Superbikes                      | D.F.X. Treme                 | 24       | 0     | 0         | 125   | 11.º |
| 2007       | Mundial Superbikes                      | D.F.X. Corse                 | 25       | 0     | 0         | 132   | 11.º |
| 2007       | MotoGP                                  | Honda Gresini                | 1        | 0     | 0         | 6     | 21.º |
| 2008       | Mundial Superbikes                      | Ducati Xerox                 | 28       | 0     | 0         | 223   | 8.º  |
| 2009       | Mundial Superbikes                      | Ducati Xerox                 | 28       | 1     | 3         | 382   | 3.º  |
| 2009       | MotoGP                                  | Pramac Racing                | 1        | 0     | 0         | 0     | 20.º |
| 2010       | Mundial Superbikes                      | Ducati Xerox                 | 26       | 0     | 1         | 195   | 8.º  |
| 2011       | Mundial Superbikes                      | Alstare Suzuki               | 26       | 0     | 0         | 152   | 12.º |
| 2012       | Mundial Superbikes                      | BMW Motorrad Italia          | 27       | 0     | 0         | 137.5 | 11.º |
| 2013       | Mundial Superbikes                      | Red Devils Roma              | 27       | 0     | 0         | 188   | 7.º  |
| 2013       | Mundial Superbikes                      | Pata Honda World Superbike   | 27       | 0     | 0         | 188   | 7.º  |
| 2014       | Mundial Superbikes                      | Iron Brain Grillini Kawasaki | 6        | 0     | 0         | 2     | 32.º |
| 2014       | MotoGP                                  | Octo IodaRacing Team         | 2        | 0     | 0         | 0     | -    |
| 2015       | Mundial Superbikes                      | Althea Racing                | 2        | 0     | 0         | 13    | 25.º |

#### Carreras por año
| Year | Class  | Team       | 1       | 2      | 3      | 4      | 5      | 6       | 7       | 8       | 9       | 10     | 11      | 12     | 13     | 14     | 15      | 16     | 17    | 18    | Pos. | Pts. |
| ---- | ------ | ---------- | ------- | ------ | ------ | ------ | ------ | ------- | ------- | ------- | ------- | ------ | ------- | ------ | ------ | ------ | ------- | ------ | ----- | ----- | ---- | ---- |
| 2002 | 125cc  | Gilera     | JPN Ret | RSA 15 | SPA 18 | FRA 17 | ITA 16 | CAT Ret | NED Ret | GBR Ret | GER 23  | CZE 25 | POR Ret | BRA 23 | PAC 13 | MAL 26 | AUS Ret | VAL 20 |       |       | 31st | 4    |
| 2004 | MotoGP | Harris WCM | RSA 18  | SPA 10 | FRA 16 | ITA 15 | CAT 16 | NED Ret | BRA -   | GER 15  | GBR 20  | CZE 17 |         |        |        |        |         |        |       |       | 8    | 22.º |
| 2004 | MotoGP | Aprilia    |         |        |        |        |        |         |         |         |         |        | POR Ret | JPN -  | QAT -  | MAL -  | AUS -   | VAL -  |       |       | 8    | 22.º |
| 2006 | MotoGP | Honda      | SPA -   | QAT -  | TUR -  | CHN -  | FRA -  | ITA -   | CAT -   | NED -   | GBR DNS | GER -  | USA -   | CZE -  | MAL -  | AUS -  | JPN -   | POR -  | VAL - |       | 0    | -    |
| 2007 | MotoGP | Honda      | QAT -   | ESP -  | TUR -  | CHN -  | FRA -  | ITA -   | CAT -   | GBR -   | NED -   | GER 10 | USA -   | CZE -  | RSM -  | POR -  | JPN -   | AUS -  | MAL - | VAL - | 6    | 21.º |
| 2009 | MotoGP | Ducati     | QAT -   | JPN -  | SPA -  | FRA -  | ITA -  | CAT -   | NED -   | USA -   | GER -   | GBR -  | CZE Ret | IND -  | SMR -  | POR -  | AUS -   | MAL -  | VAL - |       | 0    | -    |
| 2014 | MotoGP | ART        | QAT -   | AME -  | ARG -  | SPA -  | FRA -  | ITA Ret | CAT 20  | NED -   | GER -   | IND -  | CZE -   | GBR -  | RSM -  | ARA -  | JPN -   | AUS -  | MAL - | VAL - | 0    | -    |

### Campeonato Mundial de Supersport

#### Por temporada
| Temp. | Moto           | Equipo                  | Carreras | Victorias | Podios | Poles | V.Rap. | Pts. | Pos. |
| ----- | -------------- | ----------------------- | -------- | --------- | ------ | ----- | ------ | ---- | ---- |
| 2004  | Honda CBR600RR | Italia Megabike         | 2        | 0         | 0      | 0     | 0      | 9    | 27.º |
| 2005  | Honda CBR600RR | Italia Megabike         | 12       | 0         | 5      | 1     | 2      | 138  | 5.º  |
| 2021  | Kawasaki ZX-6R | Motozoo Puccetti Racing | 0        | 0         | 0      | 0     | 0      | -    | -º   |
| Total |                |                         | 14       | 0         | 5      | 1     | 2      | 147  |      |

- * Temporada en curso.

#### Carreras por año
(Carreras en negrita indica pole position, carreras en cursiva indica vuelta rápida)
| Año  | Moto  | 1     | 2       | 3     | 4     | 5       | 6       | 7     | 8     | 9     | 10      | 11    | 12    | Pos. | Pts. |
| ---- | ----- | ----- | ------- | ----- | ----- | ------- | ------- | ----- | ----- | ----- | ------- | ----- | ----- | ---- | ---- |
| 2004 | Honda | SPA - | AUS -   | SMR - | ITA - | GER -   | GBR -   | GBR - | NED - | ITA 7 | FRA Ret |       |       | 9    | 27.º |
| 2005 | Honda | QAT 3 | AUS Ret | SPA 4 | ITA 4 | EUR Ret | SMR Ret | CZE 2 | GBR 2 | NED 3 | GER 5   | ITA 4 | FRA 3 | 138  | 5.º  |

| Año  | Moto     | 1   | 1   | 2   | 2   | 3   | 3   | 4   | 4   | 5   | 5   | 6   | 6   | 7   | 7   | 8   | 8   | 9   | 9   | 10  | 10  | 11  | 11  | 12  | 12  | Pos. | Pts. |
| Año  | Moto     | R1  | R2  | R1  | R2  | R1  | R2  | R1  | R2  | R1  | R2  | R1  | R2  | R1  | R2  | R1  | R2  | R1  | R2  | R1  | R2  | R1  | R2  | R1  | R2  | Pos. | Pts. |
| ---- | -------- | --- | --- | --- | --- | --- | --- | --- | --- | --- | --- | --- | --- | --- | --- | --- | --- | --- | --- | --- | --- | --- | --- | --- | --- | ---- | ---- |
| 2021 | Kawasaki | SPA | SPA | POR | POR | ITA | ITA | NED | NED | CZE | CZE | SPA | SPA | FRA | FRA | SPA | SPA | SPA | SPA | POR | POR | ARG | ARG | IDN | IDN | -º   | -    |

- * Temporada en curso.

### Campeonato Mundial de Superbikes

#### Carreras por año
| Year | Make     | 1       | 1       | 2       | 2       | 3       | 3       | 4       | 4       | 5       | 5       | 6       | 6      | 7       | 7     | 8       | 8       | 9       | 9      | 10      | 10      | 11      | 11      | 12      | 12      | 13      | 13      | 14      | 14      | Pts.  | Pos. |
| Year | Make     | R1      | R2      | R1      | R2      | R1      | R2      | R1      | R2      | R1      | R2      | R1      | R2     | R1      | R2    | R1      | R2      | R1      | R2     | R1      | R2      | R1      | R2      | R1      | R2      | R1      | R2      | R1      | R2      | Pts.  | Pos. |
| ---- | -------- | ------- | ------- | ------- | ------- | ------- | ------- | ------- | ------- | ------- | ------- | ------- | ------ | ------- | ----- | ------- | ------- | ------- | ------ | ------- | ------- | ------- | ------- | ------- | ------- | ------- | ------- | ------- | ------- | ----- | ---- |
| 2006 | Honda    | QAT 5   | QAT 8   | AUS 15  | AUS 11  | SPA 13  | SPA 10  | ITA Ret | ITA 14  | EUR Ret | EUR 15  | SMR Ret | SMR 6  | CZE 3   | CZE 2 | GBR Ret | GBR 12  | NED 3   | NED 10 | GER Ret | GER 8   | ITA Ret | ITA Ret | FRA 11  | FRA 13  |         |         |         |         | 125   | 11.º |
| 2007 | Honda    | QAT Ret | QAT 12  | AUS Ret | AUS 9   | EUR 13  | EUR 12  | SPA 7   | SPA 11  | NED 12  | NED 6   | ITA 8   | ITA 11 | GBR Ret | GBR C | SMR Ret | SMR Ret | CZE 6   | CZE 3  | GBR 5   | GBR 4   | GER Ret | GER 13  | ITA 5   | ITA Ret | FRA 14  | FRA 9   |         |         | 132   | 11.º |
| 2008 | Ducati   | QAT 9   | QAT 5   | AUS 3   | AUS 19  | SPA Ret | SPA 13  | NED Ret | NED Ret | ITA 9   | ITA 5   | USA 3   | USA 3  | GER 7   | GER 6 | SMR Ret | SMR 11  | CZE 3   | CZE 2  | GBR 12  | GBR 6   | EUR Ret | EUR 5   | ITA 7   | ITA 2   | FRA Ret | FRA 14  | POR Ret | POR 2   | 223   | 8.º  |
| 2009 | Ducati   | AUS 4   | AUS 5   | QAT Ret | QAT Ret | SPA 2   | SPA 3   | NED 9   | NED 4   | ITA 1   | ITA 2   | RSA 2   | RSA 2  | USA 3   | USA 2 | SMR 3   | SMR 2   | GBR 12  | GBR 3  | CZE Ret | CZE 3   | GER 7   | GER 9   | ITA 3   | ITA 1   | FRA 4   | FRA 13  | POR 5   | POR 1   | 3rd   | 382  |
| 2010 | Ducati   | AUS 2   | AUS 3   | POR 11  | POR 11  | SPA Ret | SPA Ret | NED 13  | NED 12  | ITA 7   | ITA Ret | RSA 1   | RSA 8  | USA Ret | USA 9 | SMR 4   | SMR 3   | CZE Ret | CZE 3  | GBR 4   | GBR Ret | GER Ret | GER 19  | ITA 7   | ITA Ret | FRA 6   | FRA 3   |         |         | 195   | 8.º  |
| 2011 | Suzuki   | AUS 6   | AUS 8   | EUR Ret | EUR 7   | NED 5   | NED 7   | ITA 5   | ITA 3   | USA Ret | USA 5   | SMR Ret | SMR 6  | SPA Ret | SPA 4 | CZE 4   | CZE 4   | GBR Ret | GBR 9  | GER 16  | GER Ret | ITA Ret | ITA Ret | FRA 12  | FRA Ret | POR 11  | POR 14  |         |         | 152   | 12.º |
| 2012 | BMW      | AUS 6   | AUS Ret | ITA Ret | ITA Ret | NED 6   | NED 10  | ITA C   | ITA Ret | EUR 10  | EUR 13  | USA 9   | USA 12 | SMR 14  | SMR 6 | SPA 6   | SPA 11  | CZE 8   | CZE 10 | GBR 2   | GBR 13  | RUS 5   | RUS Ret | GER Ret | GER Ret | POR 10  | POR 8   | FRA 12  | FRA Ret | 137.5 | 11.º |
| 2013 | Aprilia  | AUS 3   | AUS 4   | SPA 8   | SPA 11  | NED 12  | NED 9   | ITA 6   | ITA 5   | GBR 10  | GBR 10  | POR 7   | POR 10 | ITA 5   | ITA 8 | RUS 5   | RUS Ret | GBR 14  | GBR 11 | GER 6   | GER 8   |         |         |         |         |         |         |         |         | 188   | 7.º  |
| 2013 | Honda    |         |         |         |         |         |         |         |         |         |         |         |        |         |       |         |         |         |        |         |         | TUR 10  | TUR 10  | USA 13  | USA 10  | FRA 7   | FRA Ret | SPA 17  | SPA 14  | 188   | 7.º  |
| 2014 | Kawasaki | AUS WD  | AUS WD  | SPA Ret | SPA Ret | NED Ret | NED 14  | ITA Ret | ITA Ret | GBR -   | GBR -   | MAL -   | MAL -  | SMR -   | SMR - | POR -   | POR -   | USA -   | USA -  | SPA -   | SPA -   | FRA -   | FRA -   | QAT -   | QAT -   |         |         |         |         | 2     | 32.º |
| 2015 | Ducati   | AUS -   | AUS -   | THA -   | THA -   | SPA -   | SPA -   | NED -   | NED -   | ITA 10  | ITA 9   | GBR -   | GBR -  | POR -   | POR - | SMR -   | SMR -   | USA -   | USA -  | MAL -   | MAL -   | SPA -   | SPA -   | FRA -   | FRA -   | QAT -   | QAT -   |         |         | 13    | 25.º |